# نويي - بورت مايو
نويي - بورت مايو (بالفرنسية: Gare de Neuilly - Porte Maillot)، هي محطة سكة حديد فرنسية تقع في الدائرة السابعة عشرة في باريس. تُخدّم بقطارات الخط C للشبكة الجهوية السريعة في إيل دو فرانس. يقع المبنى التاريخي للمحطة في القسم الشرقي لنويي-سور-سين.